# Kleinmürbisch
Kleinmürbisch est une commune autrichienne du district de Güssing dans le Burgenland.